# Internazionali d'Italia 2000
Gli 'Internazionali d'Italia 2000 sono stati la 57ª edizione degli torneo di tennis facente parte della categoria ATP Masters Series nell'ambito dell'ATP Tour 2000 e della Tier I nell'ambito del WTA Tour 2000. Sia che il torneo maschile che quello femminile si sono giocati al Foro Italico di Roma in Italia.

## Campioni

### Singolare maschile
Magnus Norman ha battuto in finale  Gustavo Kuerten con il punteggio di 6–3, 4–6, 6–4, 6–4

### Singolare femminile
Monica Seles ha battuto in finale  Amélie Mauresmo con il punteggio di 6–2, 7–6

### Doppio maschile
Martin Damm /  Dominik Hrbatý hanno battuto in finale  Wayne Ferreira /  Evgenij Kafel'nikov con il punteggio di 6–4, 3–6, 6–4

### Doppio femminile
Lisa Raymond /  Rennae Stubbs hanno battuto in finale  Arantxa Sánchez Vicario /  Maguï Serna con il punteggio di 6–3, 4–6, 6–2